# 岡村茉奈
岡村 茉奈（おかむら まな、1997年9月6日 - ）は、日本のタレント。スポーツリポーター。元ラストアイドルメンバー。BsGirls2016メンバー。元ひらかたパークエンターテイナー。2018年10月、ラストアイドルに2期生アンダーとして加入。8th、9thシングルでは表題曲選抜メンバーとなる。所属事務所はエイベックス・マネジメント（BsGirls活動時）→フリー→TWIN PLANET（ラストアイドル活動時）→フリー→ABP inc.（2023年9月6日〜）。

## 来歴

### ラストアイドル加入まで
1997年9月6日、大阪府に生まれる。
2012年、NMB48の4期生オーディションに挑戦。最終審査20名に残るが合格者16名には入れなかった。
高校時代はひらかたパークでエンターテイナーとして活動。
2015年12月、オリックス・バファローズの公式ダンス＆ヴォーカルユニットであるBsGirlsのオーディションに合格。2016年2月より1年間、背番号340「MANA」として活動。
2017年8月、ラストアイドル1期生の暫定メンバーオーディションに参加。最終審査まで残るも合格はならなかった。
2017年10月、夢みるアドレセンス候補生の14人に選ばれる。最終の中間発表で首位に立つなど健闘したが、合格者3名には入れなかった。
2018年4月、番組「ラストアイドル」3rdシーズン（2期生オーディション）のバトル1回目の挑戦者として出演。暫定メンバー・畑美紗起に挑戦するも敗退した。その後、暫定メンバー・上水口姫香の辞退に伴う敗者復活戦にも挑戦したが、再度敗退している。
9月24日、敗退メンバーながらラストアイドル3rdシングル「好きで好きでしょうがない」個別握手会（神戸国際展示場）に参加。10月7日、番組「ラストアイドル」のエンディングにて、3rdシーズン敗退メンバーから2期生アンダーを編成することが発表され、アンダー18名のうちの一人となることが明らかになった。

### ラストアイドル加入後
2018年12月5日、5thシングル「愛しか武器がない」のカップリング曲「サブリミナル作戦」（ラストアイドル2期生アンダー名義）にて、CDデビューを果たした。前日には、池袋サンシャインシティで開催されたリリースイベントにおいて、同曲のパフォーマンスを初披露している。
以降、ラストアイドルメンバーとしてCD楽曲参加、リリースイベント、個別握手会、公演、番組「ラスアイ、よろしく！」出演、各種SNSによる情報発信といった芸能活動を行っている。なお、ラストアイドル自体は2022年5月で活動終了予定。
SHOWROOMの個人配信に力を入れており、ラストアイドル加入以降、一日も休まず配信を続けている。過去3回参加したSHOWROOMイベントにおいて、いずれも上位入賞を果たし、特典権利を獲得している。
- 『超十代2019』出演権争奪戦！ラストアイドル2期生アンダーバトル … 1位（イベント「超十代2019」ランウェイ出演）[17]
- ラストアイドル×『NYLON JAPAN』 人気雑誌掲載権争奪バトル！ … 1位（雑誌「NYLON JAPAN」グラビア掲載）[18]
- ラストアイドル×『bis』レギュラーモデル争奪バトル！ … 2位（グループC）（雑誌「bis」掲載）[19][20]

## 人物
- 趣味は野球応援とプロ野球チップスのカード集め、オムライス巡り、アイドル鑑賞。
- 特技はダンス、SHOWROOM配信、一人行動、店員さんへの断り方。
- 年の離れた妹がいる。
- 好きな食べ物はオムライス(将来的にはオムライス博士になりたい)、いちご、塩パン。
- 好きな飲み物は抹茶、ルイボスティー、ほうじ茶。
- ファンマークはひよこ(顔が似ている)とお茶(好きな飲み物)。
- イメージカラーは黄色と緑(ひよことお茶)。
- プロ野球のオリックスファンで好きな選手はT-岡田、伏見寅威、同郷である枚方市出身の山足達也。
- プロ野球チップスのカードコレクションは500枚を超え、ユニホームコレクションは20枚を超える。ユニホームにプリントされている背番号340はBsGirls時代に与えられた番号。
- 2025年よりJ SPORTSの 「J SPORTS STADIUM」 オリックス・バファローズ戦リポーターを務めている。
- 2022年10月にTwitterでツインプラネットの退所を発表した。[21]

## 作品

### CD

#### BsGirls
- 3rdシングル「Go up!」
- 2ndアルバム「BsGirls THE BEST 2016」

#### ラストアイドル
- 5th「愛しか武器がない」

サブリミナル作戦 - 2期生アンダー
- 6th「大人サバイバー」

大人サバイバー
青春0対0 - 2期生アンダー
- 7th「青春トレイン」

青春トレイン
ヒーローなんかなりたくない - 2期生アンダー
- 8th「愛を知る」

愛を知る
最後の選択肢 - ヤンジャン選抜
- 9th「何人も」

何人（なんびと）も
- 10th「君は何キャラット?」

君は何キャラット?
バカ丸出し - 2期生アンダー

## 出演

### テレビ番組
- まちけん参上！～あなたの街のおもしろ検定～（2017年7月23日、NHK総合)
- ラストアイドル 3rdシーズン（2018年、テレビ朝日）
- ラスアイ、よろしく!（2018年 - 、テレビ朝日）
- ラスアイ、4時間よろしく!SP～1周年コンサート全曲公開!&大打ち上げバトル!～（2019年2月23日、CSテレ朝チャンネル）
- ミュージックステーション（テレビ朝日）

大人サバイバー（2019年5月17日）
青春トレイン（2019年8月30日）
愛を知る（2020年7月24日）
何人も（2020年11月13日）
君は何キャラット?（2021年4月30日）
- テレ東音楽祭（テレビ東京）

大人サバイバー（2019年6月26日）
愛を知る（2020年9月30日）
- COUNT DOWN TV（TBS）

青春トレイン（2019年9月22日）
- プレミアMelodiX!（テレビ東京）

青春トレイン（2019年10月8日）
愛を知る（2020年4月21日）
- 音力-ONCHIKA-（2019年10月7日、読売テレビ）
- MUSIC FAIR（フジテレビ）

青春トレイン（2019年10月12日）
- うたコン（NHK）

青春トレイン（2019年10月22日）
- バズリズム2（日本テレビ）

青春トレイン（2019年10月5日）
愛を知る（2020年4月18日）
- @JAM TV #19（2020年4月27日、日テレプラス）

愛を知る
ラスアイ、よろしく
- BS12プロ野球中継（BS12 トゥエルビ）

2020年6月30日 埼玉西武ライオンズVSオリックス・バファローズ（副音声ゲスト）
2020年10月6日 千葉ロッテマリーンズVSオリックス・バファローズ（副音声ゲスト）
2021年3月26日 埼玉西武ライオンズVSオリックス・バファローズ（副音声ゲスト）
2021年8月26日 東北楽天ゴールデンイーグルスVSオリックス・バファローズ（副音声ゲスト）
2024年4月16日 東北楽天ゴールデンイーグルスVSオリックス・バファローズ（副音声ゲスト）
- PLAYLIST（TBS）

何人も（2020年11月25日）
- J-MELO（2021年5月10日、NHK WORLD-JAPAN）（5月15日、NHK-BSプレミアム）
- 崖っぷちさん　世界のどこかで再デビュー（2024年3月30日、NHK総合テレビ）

### ラジオ番組
- 遠藤淳のYou've Got a Radio!（2016年8月29日[24]・2016年10月17日[25]・2017年1月23日[26]、FM OSAKA）
- Music Bit（2019年9月14日、FM OH!)
- TEAM SHACHIのF&Cミュージック(2020年4月10日、FM AICHI)
- 石橋貴明のGATE7(2021年8月22日、2021年11月14日、TBSラジオ)
- アカネクラブ(2021年4月5日、2022年1月17日、FM OSAKA）
- 虎ノ門 トレンド経済研究所（2024年6月20日・6月27日、日経ラジオ社）

### 公演

#### BsGirls
- "GO UP！TOGETHER" BsGirls Live 2016-2017（2016年11月12日、ナレッジシアター）[27]
- With a smile X'mas BsGirls LIVE 2016-2017 (2016年12月26日-27日、ナレッジシアター)[28]
- パ・リーグダンスフェスティバル 2016-2017（2017年1月8日-9日、オリックス劇場）[29]
- Go for the TOP BsGirls LIVE 2016-2017（2017年1月9日、オリックス劇場）[30]
- Fan's BEST BsGirls LIVE 2016-2017（2017年1月28日-29日、ナレッジシアター）[31]
- BsGirls For Future FINAL LIVE 2016-2017（2017年1月30日、ナレッジシアター）[31]

#### 夢アド候補生
- YUMELIVE！-WHO is NEXT？-（2017年10月9日、AKIBAカルチャーズ劇場）[32]
- YUMELIVE！-WHO is NEXT？-（2017年10月30日、AKIBAカルチャーズ劇場）[33]
- YUMELIVE！-WHO is NEXT？-（2017年11月13日、AKIBAカルチャーズ劇場）[34]
- 夢みるアドレセンス候補生ワンマンライブ（2017年12月11日、AKIBAカルチャーズ劇場）[35]
- YUMELIVE！-WHO is NEXT？-（2017年12月18日、AKIBAカルチャーズ劇場）[11] ※合格メンバー発表

#### ラストアイドル
- ラストアイドル1周年記念コンサート（2018年12月19日、東京ドームシティホール）
- 「大人サバイバー」発売記念プレミアムライブ（2019年6月9日、赤坂BLITZ）
- コカ・コーラSUMMER STATION 音楽LIVE（2019年7月13日、六本木ヒルズアリーナ）
- 延命杏咲実、小田中穂、永井穂花卒業公演（2019年7月20日、KeyStudio）
- ラスアイの夏やすみ2019（六本木ヒルズアリーナ）[36]
- ラストアイドルのヒルライinカルッツかわさき（2019年12月25日、カルッツかわさき）
- ラストアイドル2周年記念コンサート（2019年12月25日、カルッツかわさき）
- ラスアイフェス（2020年1月4日、タワーレコード渋谷店）
- ラストアイドル8thシングル表題曲「愛を知る」初披露 生配信ライブ（2020年3月15日、公式SHOWROOM、公式Youtube）
- ラスアイの夏やすみ2020（有料SHOWROOM配信）
- ラストアイドル9thシングル「何人(なんびと)も」発売記念オンラインライブ（2020年11月3日、公式SHOWROOM、公式Youtube）
- ラスアイ学園（有料SHOWROOM配信）
- ラスアイのアキライ2020（有料SHOWROOM配信）
- ラスアイ全国プレミアムライブツアー2020 （延期）
- ラストアイドル3周年記念コンサート（2020年12月29日、東京ドームシティホール）

2期生と2期生アンダーしか勝たん!公演
やっぱりラスアイしか勝たん!公演
- ラストアイドル10thシングル『君は何キャラット？』発売記念オンラインライブ！（2021年4月28日、公式SHOWROOM、公式Youtube）[37]
- ラストアイドルデビュー4周年記念コンサート（2021年12月21日、パシフィコ横浜）

### イベント
- 海鮮プロレス - うみのめぐみ 役

海鮮プロレス3周年目突入記念。2017年夏休みEXPO!（2017年7月21日、EXPOCITY 空の広場） 
海鮮プロレス 2017年夏の沿岸漁 出漁！（2017年9月3日、せんなん里海公園） 
ゴールデンウィークロメロスペシャル！（2018年5月6日、岸和田港 地蔵浜みなとマルシェ） 
- 梅田ゆかた祭り2017~小粋な街あそび~

茶屋町ベンダース（2017年7月22日-7月23日、MBSちゃやまちプラザ)
- B.LEAGUE公式戦

川崎ブレイブサンダースvsレバンガ北海道（2019年3月23日～24日、とどろきアリーナ）
川崎ブレイブサンダースvs広島ドラゴンフライズ（2020年10月17日、とどろきアリーナ）
- 超十代2019（2019年3月26日、幕張メッセ）[41]
- ヨコハマカワイイパーク（2019年5月5日、山下公園）[42]
- Rakuten GirlsAward

2019 SPRING/SUMMER（2019年5月18日、幕張メッセ）
2019 AUTUMN/WINTER（2019年9月28日、幕張メッセ）
- 六本木アイドルフェスティバル

2019年7月27日、六本木ヒルズアリーナ
2020年8月9日、EXシアター六本木
2021年5月2日、EXシアター六本木
- 神宮外苑花火大会（2019年8月10日、神宮球場）
- SUMMER SONIC 2019（2019年8月18日、幕張メッセ）
- @JAM EXPO 2019（2019年8月24日、横浜アリーナ）
- バスケットボール日本代表国際試合International Basketball Games 2019（2019年8月25日、さいたまスーパーアリーナ）
- 明治 ポイフル presents アカネクラブぶっかまLIVE（2022年1月17日、なんばHatch）
- オリックス・バファローズ Bs本拠地開幕シリーズ2022 supported by FWD生命（2022年3月30日、京セラドーム大阪）[43] 特別始球式も務めた[44]
- あなたのビタミン！マナウがくるぅ～みんなに会いタイ1stイベント～（2024年5月12日、学校法人 山野学苑 27階）

### 舞台
- よしもと×そとばこまち第二弾「おりょう」-ダンサー兼新吉幼少期役他 (2017年5月18日-5月21日、近鉄アート館)[45]
- JAPAN TOTAL ENTERTAINMENT×劇団空組presents『繋』~tsunagu~Vol.1「ルイとサトル」空チーム   ネネ役 (2017年7月7日-10日、in→dependent theatre 1st)
- 劇団PUNK第二弾「ハイ＆ゴー ～行くか戻るか留まるか～」(2017年8月4日-8月6日、朝日劇場)
- 劇団そとばこまち 大阪文化芸術フェス2017版「のぶなが」-ダンサー兼お春 役(2017年10月7日-10月8日、ABCホール)
- よしもと×そとばこまち第四弾「のぶなが」-ダンサー兼お春 役(2018年7月6日-7月8日、あうるすぽっと)[46]
- 劇団そとばこまち 第120回公演「のぶなが」-坊丸 役(2021年11月19日-11月22日、近鉄アート館)
- 舞台『球詠』 - 川口芳乃 役
  - 舞台『球詠』（2021年6月24日 - 6月30日、草月ホール）[47]
  - 舞台『球詠 ～vs 影森・梁幽館編～』（2022年2月17日 - 23日、新宿村LIVE）[48]
- 劇団そとばこまち 第121回公演「五右衛門」（2022年9月1日 - 4日、近鉄アート館） - ダンサー/佐吉 役[49]
- 劇団皇帝ケチャップ 第17回本公演「あなただけがそこにいる」- 葛城紗和 役（2024年4月24日 - 4月28日、浅草九劇）[50]
- 舞台『青空メロディーズ〜2nd melody〜』（2024年7月24日 - 7月28日、新宿村LIVE）- 漣優梨 役
- 舞台『幕が上がる』（2024年8月21日 - 25日、シアター1010 / 9月14日、箕面市立文化芸能劇場）[51]
- Mystery Theater vol.2『スターライドオーダー2』（2024年12月28日、ブルースクエア四谷）[52]
- 舞台『青空メロディーズ〜3rd melody〜』（2025年1月16日 - 1月19日、CBGKシブゲキ!!）- 漣優梨 役[53]
- 劇団そとばこまち エンターテインメント時代劇『幕末』（2025年2月28日 - 3月2日、箕面市立文化芸能劇場 / 3月7日 - 9日、かめありリリオホール）[54]
- 舞台『G7』（2025年4月11日 - 15日、三越劇場）[55]
- 青空メロディーズ〜Last melody〜　（2025年7月24-27日 CBGKシブゲキ‼）- 漣優梨 役[56]

### 雑誌
- FRIDAY（2019年10月4日号、講談社）
- 週刊ヤングジャンプ（2020年第14号、第20号、集英社）[57]
- 週刊プレイボーイ（2020年3月30日号、集英社）
- NYLON JAPAN（2020年5月号、カエルム）
- bis（光文社）

2021年5月号
2021年7月号

### Web記事
- 元「ＢｓＧｉｒｌｓ」ラストアイドル岡村茉奈「いつか始球式してみたい」（2021年6月2日、日刊スポーツ）[58]
- 元BsGirlsラストアイドル岡村茉奈オリックス戦で始球式　かつての本拠地に戻り多くの拍手（2022年3月30日、日刊スポーツ）[59]